# JSSW
JSSW (acronyme de Ji Shu Shiyan Weixing en chinois « satellite technique expérimental »)  est une série de six satellites expérimentaux développés et lancés par la Chine entre 1973 et 1976. Aucune information précise n'est disponible sur ce programme spatial mais il est probable que son objectif  était la mise au point de satellites d'écoute électronique. La série est parfois également désignée sous l'appellation Chang Kong (en chinois grand ciel) abrégé en CK.

## Historique

### Contexte
Le développement des satellites JSSW se déroule durant une période tourmentée de l'histoire de la Chine. Au début des années 1970 la Révolution culturelle bat son plein. La Chine vient de réussir le lancement de ses deux premiers satellites grâce à un lanceur léger Longue Marche 1. Fort de ce succès la Commission militaire qui dirige le programme spatial chinois et qui est placée sous l'influence des gauchistes dirigée par Lin Biao  décide en 1970 de lancer un programme sur 5 ans (1971-1976)  dit projet 701 particulièrement irréaliste. Celui-ci prévoit le développement sur cette période de 8 lanceurs et 14 satellites. Ce programme est rapidement bouleversé par la tourmente politique du début des années 1970 qui culmine avec la mort de Lin Biao. Pour des raisons qui n'ont pas été complètement expliqués deux lanceurs aux capacités proches (moins de 2 tonnes en orbite basse) sont développés en parallèle : la fusée Longue Marche 2 par le   CALT de  Pékin ayant développé la Longue Marche 1 et le lanceur Feng Bao 1 (tempête en chinois) (FB-1) par un nouvel intervenant implanté à Shanghai devenu par la suite le SAST. Le premier vol suborbital de la fusée FB-1 a lieu le 10 aout 1973.

### Développement et lancement des satellites JSSW
Le développement du programme JSSW commence au début des années 1970. Bien qu'on ne connaisse pas de manière précise les caractéristiques de ces satellites il s'agit sans doute de la première tentative chinoise de développement d'un satellite d'écoute électronique qui était à l'époque un thème dominant des développements spatiaux militaires aux États-Unis et en Union soviétique. Les deux premiers exemplaires du JSSW, lancés les 18 septembre 1973 et 14 juillet 1974 dont victimes d'une défaillance en vol de la fusée Feng Bao 1 dont c'étaient les premiers vols orbitaux. Le troisième essai parvient à placer JSSW 1 sur une orbite basse de 184 km × 452 km avec une inclinaison orbitale de 69°. Les responsables chinois ne fournissent aucune information sur l'objectif du satellite : ils se contentent d'indiquer qu'il s'agit d'une contribution aux préparatifs de guerre. Ce discours reflétait les relations très tendues de la Chine avec ses voisins à l'époque. Le satellite effectue une rentrée atmosphérique 50 jours plus tard. L'histoire officielle insiste sur la précision atteinte par l'orbite des JSSW ce qui pourrait indiquer que les JSSW étaient des satellites de surveillance océanique (chargés de détecter la position des flottes des pays adverses). Trois autres satellites sont lancés entre 1975 et 1976 dont deux avec succès sans que de nouvelles informations soient fournies par les autorités chinois de l'époque.

## Caractéristiques techniques
Malgré l'ouverture du régime chinois au cours des dernières décennies les caractéristiques techniques du satellite sont pratiquement inconnues. Le satellite aurait une masse d'environ 1100 kg. Une photo prise dans l'usine de Shanghai où a été fabriqué le satellite et montrant un engin de forme conique haut de 2,5 mètres pour un diamètre de 1,7 mètre couvert de cellules solaires de 1x2 cm serait probablement celle d'un JSSW.

## Historique des lancements
Tous les satellites de la série ont été placés en orbite par une fusée Feng Bao 1 tirée depuis la base de lancement de Jiuquan.
| Désignation | Date lancement    | Orbite                  | Date rentrée atmosphérique | Identifiant Cospar | Commentaire       |
| ----------- | ----------------- | ----------------------- | -------------------------- | ------------------ | ----------------- |
| JSSW 1a     | 18 septembre 1973 |                         |                            |                    | Échecdu lancement |
| JSSW 1b     | 12 juillet 1974   |                         |                            |                    | Échecdu lancement |
| JSSW 1      | 26 juillet 1975   | 184 km × 452 km, 69°    | 14 septembre 1975          | 1975-070A          |                   |
| JSSW 2      | 16 décembre 1975  | 187 km × 380 km 69°     | 25 janvier 1976            | 1975-119A          |                   |
| JSSW 3      | 30 aout 1976      | 198 km × 2113 km, 69,1° | 25 novembre 1978           | 1976-087A          |                   |
| JSSW x      | 10 novembre 1976  |                         |                            |                    | Échecdu lancement |

## Référence
1. ↑  China in space : the great leap forward, p. 46
2. ↑  China in space : the great leap forward, p. 47-48
3. ↑  China in space : the great leap forward, p. 47
4. ↑  (en) Gunter Krebs, « JSSW / CK », sur Gunter's space page (consulté le 5 novembre 2016)